# Ri Se-gwang
Ri Se-gwang (Chosŏn'gŭl: 리세광; hancha: 李世光; MR: Ri Segwang ; Hamgyong Sul, 21 de janeiro de 1985) é um ginasta norte-coreano que compete em provas de ginástica artística.
Fez parte da equipe da Coreia do Norte que disputou os Jogos Olímpicos do Rio de Janeiro, em 2016, conquistando a medalha de ouro no salto sobre a mesa. Nesse aparelho, que é sua especialidade, conquistou três títulos em Campeonatos Mundiais e um ouro nos Jogos Asiáticos de 2006.

## Carreira
Ri iniciou sua carreira na ginástica em 1992, aos 7 anos de idade, e em 2003 passou a competir na categoria sênior representando a Coreia do Norte nas competições internacionais. Durante os Jogos Asiáticos de 2006, em Doha, conquistou a medalha de ouro na prova do salto sobre a mesa, tornando-se o primeiro norte-coreano a vencer esse evento na principal competição multiesportiva da Ásia.
Em 2007 conquistou sua primeira medalha em Campeonatos Mundiais, um bronze no salto. Sua nota final de 16,387 só foi superada pelo polonês Leszek Blanik e pelo romeno Ilie Daniel Popescu.

### 2009
Durante a temporada de 2009, Ri estreou um novo elemento extremamente difícil no salto, que consiste de um Tsukahara seguido de um duplo mortal lateral em posição carpada. O salto foi nomeado "Ri" e avaliado com dificuldade de 7,2, o segundo maior valor até então atrás apenas dos 7,4 de dificuldade do sul-coreano Yang Hak-seon.
Na Universíada de Belgrado, entretanto, ficou apenas em quarto lugar na final do salto, mas garantiu medalhas nas finais do solo (prata) e das argolas (bronze). Competiu no Campeonato Mundial de Londres e se classificou em primeiro lugar no salto. Terminou porém em sexto lugar na final após uma queda em sua primeira apresentação, com pontuação média de 15,650.

### 2014–15
No Campeonato Mundial de 2014, realizado em Nanning, na China, Ri conquistou seu primeiro título mundial no salto e encerrou o reinado do então bicampeão mundial e olímpico da prova, Yang Hak-seon, que acabou inclusive fora do pódio com duas quedas. Com a nota média de 15,416, ele superou na final o ucraniano Ihor Radivilov e o estadunidense Jacob Dalton mesmo após uma queda no segundo salto que lesionou o seu tornozelo. No ano seguinte voltou para defender seu título mundial na prova, e conquistou sua segunda medalha de ouro ao finalizar com pontuação final de 15,450 a competição realizada em Glasgow, na Escócia. Sua nota foi apenas 0,05 ponto melhor que a do romeno Marian Drăgulescu.

### 2016
Apesar de competir a alguns anos nas competições internacionais de ginástica, Ri veio a participar da sua primeira Olimpíada na edição de 2016, no Rio de Janeiro. Qualificou-se para a final do salto com a primeira nota (15,433) e na final conseguiu melhorar sua performance ao finalizar com uma média de 15,691, tornando-se o primeiro norte-coreano campeão olímpico no salto e o segundo a conquistar uma medalha na ginástica, após o ouro de Pae Gil-su no cavalo com alças nos Jogos Olímpicos de 1992, em Barcelona.

### 2018
Após ausentar-se do Campeonato Mundial de 2017, em Montreal, retornou para a edição de 2018, em Doha. Com a melhor média tanto nas qualificatórias quanto na final, Ri conquistou seu terceiro título mundial no salto ao superar Artur Dalaloyan, da Rússia, e o então campeão mundial da prova, o japonês Kenzō Shirai.